# Amephana anarrhini
Amephana anarrhini là một loài bướm đêm trong họ Noctuidae.